# Catargynnis helche
Catargynnis helche är en fjärilsart som beskrevs av Otto Thieme 1906. Catargynnis helche ingår i släktet Catargynnis och familjen praktfjärilar. Inga underarter finns listade i Catalogue of Life.